# Oluf August Hermansen

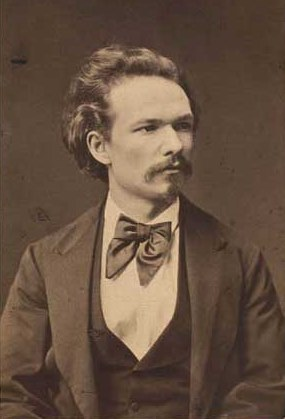
Oluf August Hermansen.

Oluf August Hermansen, född den 30 juli 1849 på Frederiksberg, död där den 25 november 1897, var en dansk målare. 
Hermansen började först i en ålder av 20 år att ta emot teckningsundervisning. Frederik Ferdinand Helsted förberedde honom till konstakademien. Där studerade han 1870—1876, medan han samtidigt fick sitt uppehälle genom att måla på porslin och terrakotta. Sitt första blomstermåleri utställde han 1873. År 1874 väckte hans stora bild Afskaarne Forsommerblomster i et Havehus uppmärksamhet och inköptes av konstföreningen i Köpenhamn. Han var huvudsakligen verksam som blomstermålare, og hans bilder var en tid mycket uppskattade. Mindre betydande var genomgående hans försök inom djur- och landskapsmåleriet.